# Distretto di Hingoli
Il distretto di Hingoli è un distretto del Maharashtra, in India, di 986 717 abitanti. È situato nella divisione di Aurangabad e il suo capoluogo è Hingoli.